# Biblioteca central de Taiwán
La Biblioteca central de Taiwán (en chino: 國家圖書館) se localiza como su nombre lo indica en la isla de Taiwán específicamente en el distrito de Zhongzheng, en la ciudad de Taipéi. La Biblioteca Nacional Central es la única biblioteca nacional de Taiwán. Su misión es adquirir, catalogar y preservar las publicaciones nacionales del gobierno, la investigación y el uso por de materiales por parte del público en general. La biblioteca también ayuda a la investigación, patrocina las actividades educativas, promueve la bibliotecología, lleva a cabo actividades de intercambio internacional, y fortalece la cooperación entre las bibliotecas nacionales y extranjeras.